# Эзус

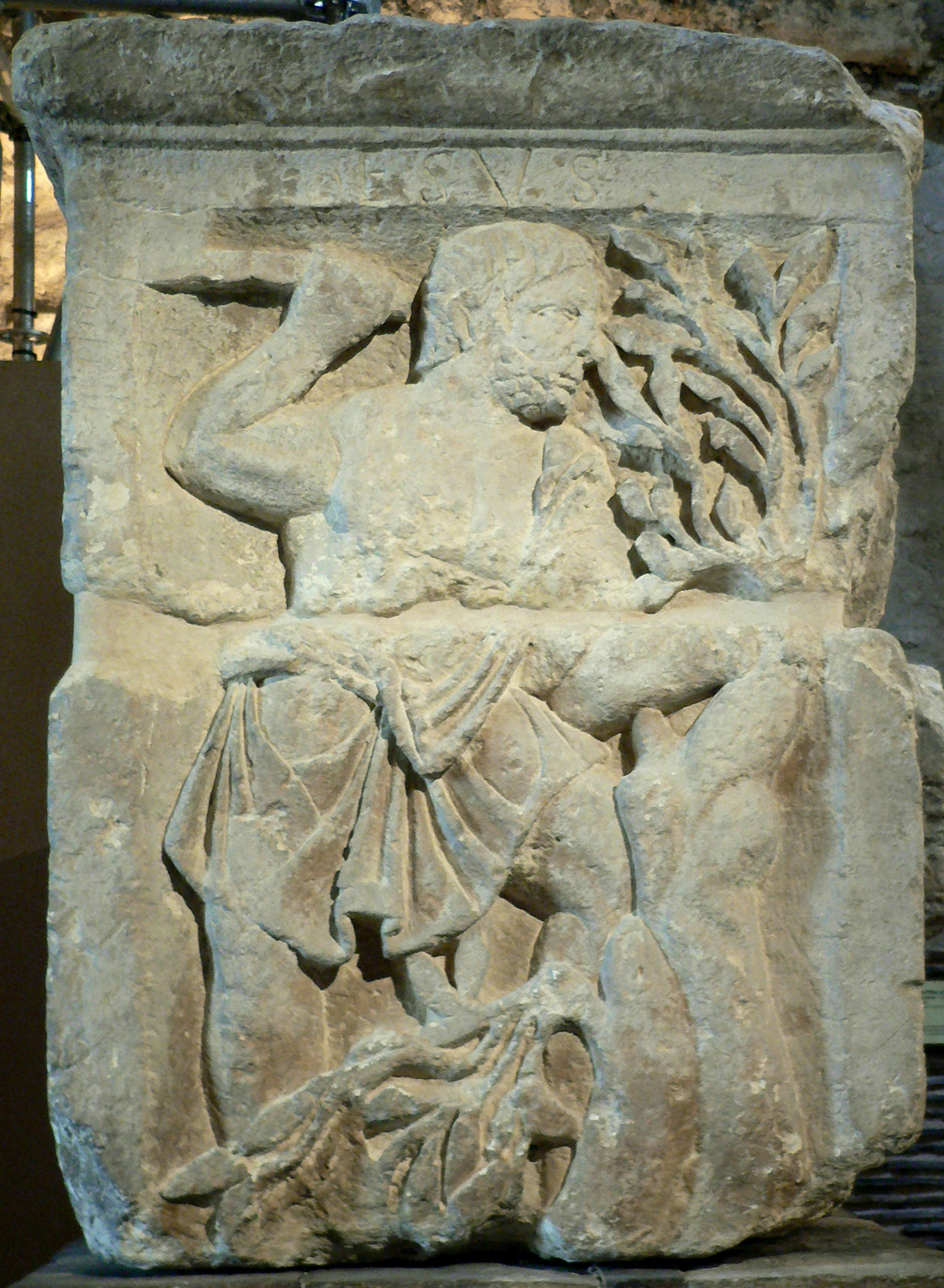
Изображение Эзуса

Эзус, или Езус (галльск. «господин» или «хозяин») — бог в кельтской мифологии, известный благодаря двум монументам и строке из неоконченной поэмы «Фарсалия, или О гражданской войне» (лат. Bellum civile sive Pharsalia) римского поэта Лукана: «успокаивают ужасной кровью… страшного Езуса в его диких святилищах…» (Lucan. Pharsal., I, 444—446).
Римский поэт I века н. э. Лукан и его комментаторы называют триаду верховных галльских богов (причём под их собственными именами) и способ приношения им жертв: Эзус принимал жертвы, повешенные на дереве; Таранис — сожжённые в плетёных корзинах; Тевтат — утопленные в бочке с водой. В так называемых Бернских схолиях к Лукану (датирующиеся временем между IV и X вв. н. э.) о Эзусе один раз говорится, что — это Марс и в жертву ему приносят людей, повешенных на дереве, а в другой раз что Эзус — это Меркурий, которого почитают торговцы.
Имя Эзуса связывают с древним индоевропейским корнем esu, что значит «добрый бог» или «бог-господин», подобно ирландскому Дагде. Одно из галльских племен называлось езувии (Esuvii).
Иконографический тип бога (представленный на галло-римских рельефах алтарей из Парижа и Трира) подтверждает связь Езуса с деревьями, изображая его (бородатого или безбородого) около дерева с подобием серпа (топора?) в руке. Жест его, возможно, воспроизводит момент друидического ритуала поклонения омеле.
С деревом Езуса ассоциируется бык (лат. Tarvos Trigaranus) со стоящими на его голове и спине тремя египетскими цаплями, также известный по изображениям на алтаре.
Одно из наиболее известных изображений этого бога, найденное на алтаре под собором Нотр-Дам в Париже, — в виде дровосека, валящего дерево. Также Эзус фигурирует в качестве резчика деревьев на двух галло-римских рельефах I века н. э. Французский кельтолог Жан-Жак Атт считал его ипостасью, связанной с плодородием и сбором урожая, в то время как Цернунн являлся воплощением более тёмной стороны — леса и мира умерших. По мнению кельтолога Н. С. Широковой: «…бык, изображенный вместе с журавлями, проводниками душ умерших, связан с Другим Миром, а в качестве астрального символа он является воплощением космического плодородия. В таком случае дерево, изображенное на обоих алтарях, — это Мировое Древо. Понятно, что в окружении таких символов может быть изображён только великий бог».
Как указывал германист Ян де Фрис: «Сообщение об этих жертвоприношениях через повешение и изображение на парижском алтаре в первую очередь допускают предположение, что Езус — это имя главного божества галлов и что, скорее всего, его нужно сопоставлять с Меркурием или с северо-германским Одином». Жертвы Одину тоже вешались на дереве. Оба бога были покровителями перемещений и перевозок. Одина также называли «богом фрахта», он посылал морякам попутный ветер. Будучи богом хитростей и козней, искусства и мастерства, Один покровительствовал корабельщикам. Езуса тоже почитали корабельщики (парижский алтарь был заказан корабельщиками из Лютеции), что функционально напоминает Меркурия. Однако, по мнению М. Элиаде, который высказался о предположении Я. де Фриса и о возможности восстановления кельтского пантеона: «На самом деле, мы ничего не знаем точно».